# Saint-Denis-du-Payré
 Saint-Denis-du-Payré  es una población y comuna francesa, en la región de Países del Loira, departamento de Vendée, en el distrito de Fontenay-le-Comte y cantón de Luçon.

## Demografía
| 474 | 440 | 406 | 379 | 387 | 338 |
| Para los censos de 1962 a 1999 la población legal corresponde a la población sin duplicidades (Fuente: INSEE [Consultar]) |     |     |     |     |     |